# Heckscher-Ohlinov zakon
Ohlinova teorija međunarodne trgovine izvor je teorija lokacije. On u teoriji vrijednosti uključuje rad, ali i cijene ostalih čimbenika proizvodnje.
Ohlin smatra da je razlog za međunarodnu trgovinu razlika u robnim cijenama među zemljama. Zadatak teorije međunarodne trgovine je objasniti zašto su cijene istim proizvodima različite u različitim zemljama. Uzrok su mnogobrojni čimbenici: raspoloživost resursa, organizacija proizvodnje, stupanj tehnologije i sl. U uvjetima potpune konkurencije na svjetskom tržištu dolazi do izjednačavanja cijena i taj smjer međunarodnog izjednačavanja cijena poznat je pod nazivom Heckscher-Ohlinov zakon.